# Robert Kajuga
Robert Kajuga (ur. 1 stycznia 1985 w Kaniga) – rwandyjski lekkoatleta, długodystansowiec, olimpijczyk z Londynu.
Dziewiąty zawodnik igrzysk afrykańskich w biegu na 5000 metrów (2011). Odpadł w eliminacjach na 3000 metrów podczas halowych mistrzostw świata w 2012, tydzień później był dziewiąty w mistrzostwach Afryki w przełajach. W tym samym sezonie był 5. w biegu na 10 000 metrów na mistrzostwach Afryki oraz reprezentował swój kraj na igrzyskach w Londynie, startował w biegu na 10 000 metrów mężczyzn – zajął 14. miejsce z czasem 27:56,67. Na koniec sezonu był dwunasty podczas mistrzostw świata w półmaratonie rozgrywanych w Kawarnie. W marcu 2013 zajął 73. miejsce w biegu seniorów podczas mistrzostw świata w biegach przełajowych. Z powodu kontuzji nie ukończył biegu na 10 000 metrów podczas mistrzostw świata w Moskwie.

## Rekordy życiowe
| Dystans               | Wynik (s) | Miejsce | Data             |
| --------------------- | --------- | ------- | ---------------- |
| bieg na 5000 metrów   | 13:48,50  | Maputo  | 15 września 2011 |
| bieg na 10 000 metrów | 27:56,67  | Londyn  | 4 sierpnia 2012  |
| półmaraton            | 1:01:51   | Rabat   | 1 kwietnia 2012  |